# 6385 Martindavid
6385 Martindavid (1989 EC2) là một tiểu hành tinh vành đai chính được phát hiện ngày 5 tháng 3 năm 1989 bởi A. Mrkos ở Klet.